# Сташкувка
Сташкувка (пол. Staszkówka) — село в Польщі, у гміні Мощениця Горлицького повіту Малопольського воєводства.
Населення — 1466 осіб (2011).
У 1975—1998 роках село належало до Новосондецького воєводства.

## Географія
У селі бере початок річка Мощанка.

## Демографія
Демографічна структура станом на 31 березня 2011 року:
|          | Загалом | Допрацездатний вік | Працездатний вік | Постпрацездатний вік |
| -------- | ------- | ------------------ | ---------------- | -------------------- |
| Чоловіки | 719     | 172                | 474              | 73                   |
| Жінки    | 747     | 199                | 402              | 146                  |
| Разом    | 1466    | 371                | 876              | 219                  |